# Camino del valle del Besaya

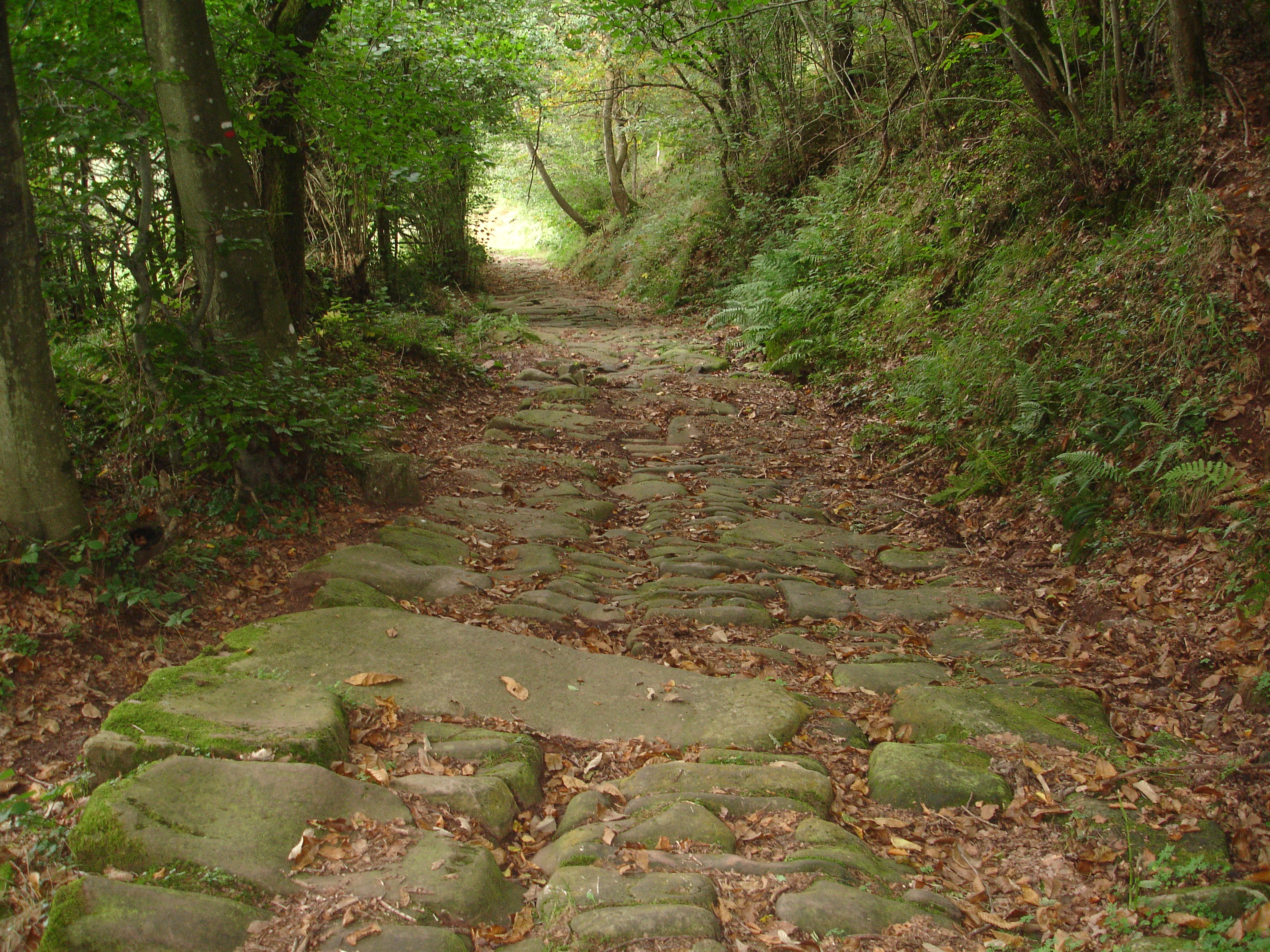
El Camino del valle del Besaya es una vía datada en el siglo XVIII, identificada en el pasado como vía romana por la presencia de losas de piedra. La cuales aparecieron después de limpiar el camino (en origen se echaba tierra en la superficie para que pasaran los mulos).

El camino del valle del Besaya es una antigua vía de comunicación situada en Cantabria (España) que discurre paralela a la carretera N-611, atravesando de norte a sur el citado valle del río Besaya por un área montañosa cubierta por formaciones boscosas autóctonas (robledales, castaños, hayedos).
Esta infraestructura se conoce desde tiempos muy antiguos, ha sido estudiada y publicada por diversos historiadores, la cual consideran que formaría parte de un supuesto recorrido Pisoraca – Iuliobriga – Portus Blendium. Otras fuentes lo contradicen al resaltar que esta vía no figura en el Itinerario de Antonino. La única fuente documental que daría apoyo a esa teoría la constituiría parcialmente una de las cuatro tablillas de arcilla del Itinerario de barro, que cuenta con reseñas itinerarias firmadas por el duumviro Lépido.
El tramo más largo y mejor conservado del camino, de aproximadamente cuatro kilómetros, se localiza entre Pie de Concha (348 msn) y Somaconcha (710 msn). Está formado por un empedrado de grandes losas concertadas con un ancho de plataforma que apenas supera los tres metros. El tramo, en pendiente y con un trazado a media ladera, presenta un perfil longitudinal muy empinando, con tramos de pendientes muy elevadas superiores al 30% próximos a otros casi horizontales y con diversos cambios de rasante. A pesar de todo se observan en el empedrado, en las zonas de mayor dificultad y pendiente, huellas de los carros del país de tipo lanza.
Tradicionalmente se ha venido promocionando como la pseudo calzada romana del valle del Besaya o calzada de los Blendios, identificándola como el camino perteneciente a la Via Legione VII Gemina Ad Portum Bledium, la principal arteria de comunicación romana entre la Meseta y la costa cantábrica, cuyo itinerario aparece en la placa I del Itinerario de Barro y que conectaría los núcleos de población de Pisoraca (Herrera de Pisuerga, Palencia) con Portus Blendium (Suances, Cantabria).

## Dudas sobre su origen romano
Expertos consideran que el excelente corredor utilizado por el antiguo Camino Real y la actual carretera N-611 hubiera sido el trazado lógico de antemano para una vía romana. La subida desde Pesquera al Collado de Somaconcha para volver a descender a Pie de Concha resultaría difícil de defender para un técnico entendido en el trazado de caminos. La mayoría de especialistas dudan hoy en día de que los restos entre Pesquera y Bárcena de Pie de Concha se traten verdaderamente de restos de época romana. Según los expertos la calzada no posee las características constructivas propias de las vías diseñadas por los romanos —el trazado es tortuoso y no tiene la anchura adecuada para la circulación de carros, además de tener un desnivel excesivo y carece del drenaje propio de las construcciones romanas—, por lo que, sin negar que su construcción se remonte a la época romana, no puede considerarse una obra paradigmática de la sabiduría constructiva propia de aquella cultura.
El transporte de mercancías en época romana se realizaba fundamentalmente en carros. Sin embargo esta vía no parece adaptada a ese tipo de transporte por los desniveles y tipo de piedras. Los especialistas defienden que se construyó para ser destinado al transporte mediante animales de carga, pero en ningún caso de carros, con unas características y técnicas de construcción que difieren por las utilizadas en el mundo romano y que ha llevado a pensar que la vía actual no es sino un camino Real de época más reciente.
El firme de estos caminos se limita a un simple encachado, muy frecuente en los caminos de Cantabria, más o menos concertado sobre el terreno desbrozado. Carece de otras capas inferiores de cimentación o drenaje. El drenaje transversal se efectúa mediante rudimentarios canalillos intercalados en el empedrado, lo que dificulta aún más si cabe el tráfico rodado. En estas pendientes enlosadas y en tiempo lluvioso el tránsito es difícil incluso a pie.
En el año 2003 se dataron unos restos de cerámica hallados bajo el empedrado situándolos en el siglo XVIII, lo que indica que en ese siglo se construyó o reparó en ese punto, aunque se sigue sin poder datar de una forma fidedigna su construcción.
La palabra «concha» significa camino. Pie de Concha está situada al pie del camino, Mediaconcha, a medio camino y Somaconcha, arriba del camino. A menos que se hubiera producido un cambio de nombre reciente, cosa poco probable, el nombre de Pie de Concha confirmaría la existencia de esa concha o camino el día que recibió su actual nombre, aunque sin saber cuando, pero con total seguridad antes del siglo XVIII. Sería pues un tipo de calzada más propia para unir pequeños núcleos de población que para formar parte de una vía de largo recorrido diseñada con amplias miras.